# IAI ウェストウィンド

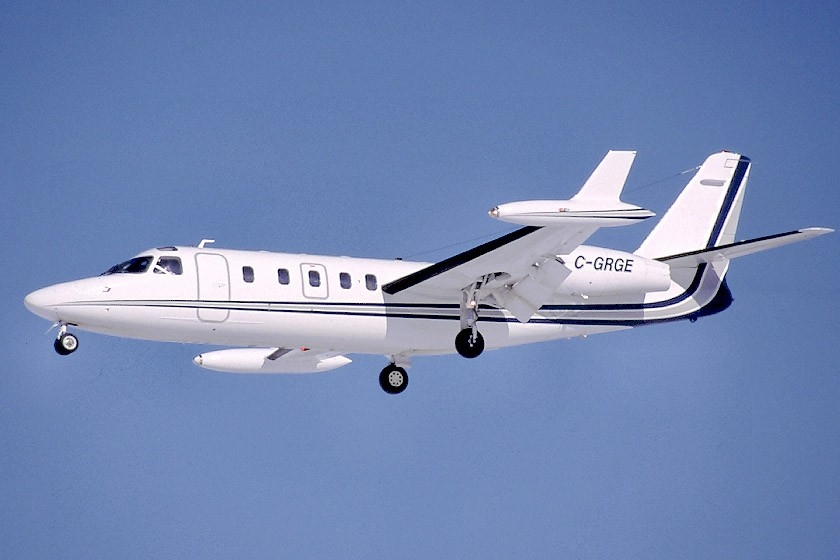
IAI ウェストウィンド

IAI ウェストウィンド（Israel Aircraft Industries (IAI) Westwind）はアメリカ合衆国で開発され、後にイスラエル・エアロスペース・インダストリーズで20年間にわたって生産されたビジネスジェットである。

## 概要
アメリカ合衆国のエアロコマンダー社が開発し、1963年1月2日に初飛行したエアロコマンダー 1121 ジェット・コマンダーが原型機である。ビジネスジェット機としては標準的な形態で胴体後部に双発のエンジンナセルが配置されているが、直線翼の主翼がと中翼配置とされた。通常7人の乗客をのせるが、乗客10人搭乗や、貨物機に簡単にレイアウトが変更できる。
試験飛行は順調に推移し、1965年はじめに製造と販売が開始されたが、その直後、エアロコマンダー社はノースアメリカン・ロックウェルに吸収合併されることになり、ロックウェルはすでにビジネスジェットのセイバーライナーを生産していたので、反トラスト法によって両方の機種の生産が問題となるため、ジェット・コマンダーの製造権を売却することになり、1968年にイスラエルのイスラエル・エアクラフト・インダストリーズが製造権を購入した。
モデル1121はジェット・コマンダーとIAI で150機が生産された。IAIは胴体を延長し主翼の揚力装置を改良し翼端タンクを装備する改造を行ったモデル1123を開発した。1123では最大離陸重量と航続距離が改善された。1976年にエンジンを効率のいいガレット TFE731ターボファン・エンジンに換装し、主翼を改造したモデル1124が開発された。
1975年3月4日にパレスチナのテロリストがボートで上陸し、サヴォイ・ホテルで人質をとる事件が起きたことからイスラエル空軍は1976年にウェストウィンドを海上警戒機として用いることにし、IAI シー・スキャンと呼ばれた。シー・スキャンは1978年より第120飛行隊で運用が開始され、2017年1月より段階的な廃止が開始された。海上警戒機としての後継機種としては無人航空機のIAI ヘロンにエルタ・システムズ製EL/M-2022海上監視レーダーとTamam MOSP電気光学センサーを搭載したモデルが担っている。
1980年に改造型モデル1124A(Westwind II)が開発され、1987年までにジェット・コマンダーとウェストウィンドの総計で442機が製造された。

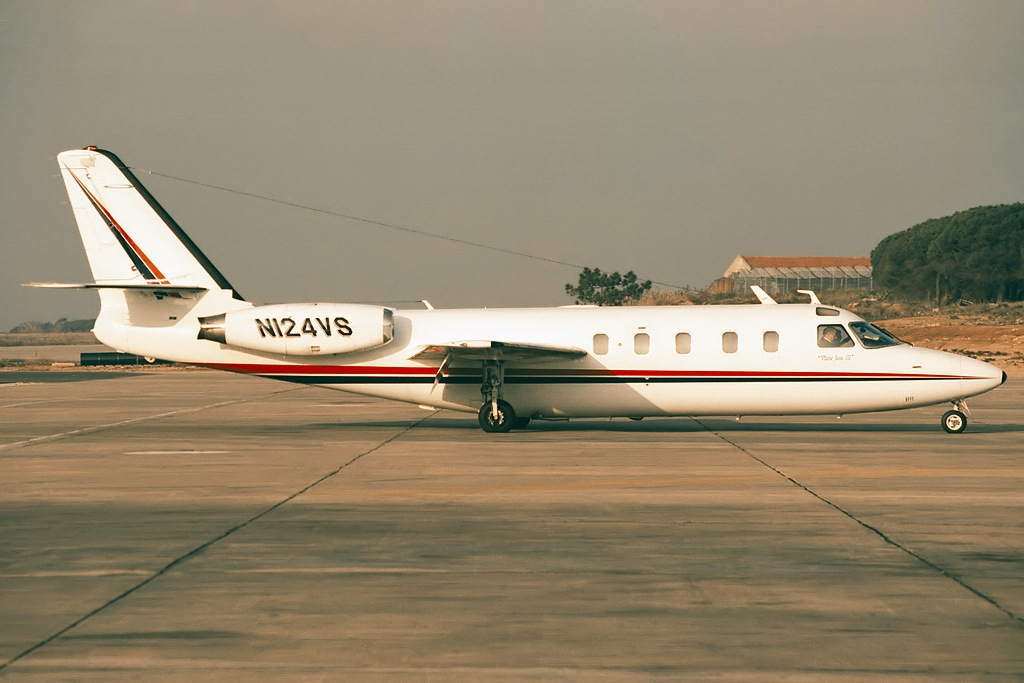
原型機、ジェットコマンダー。
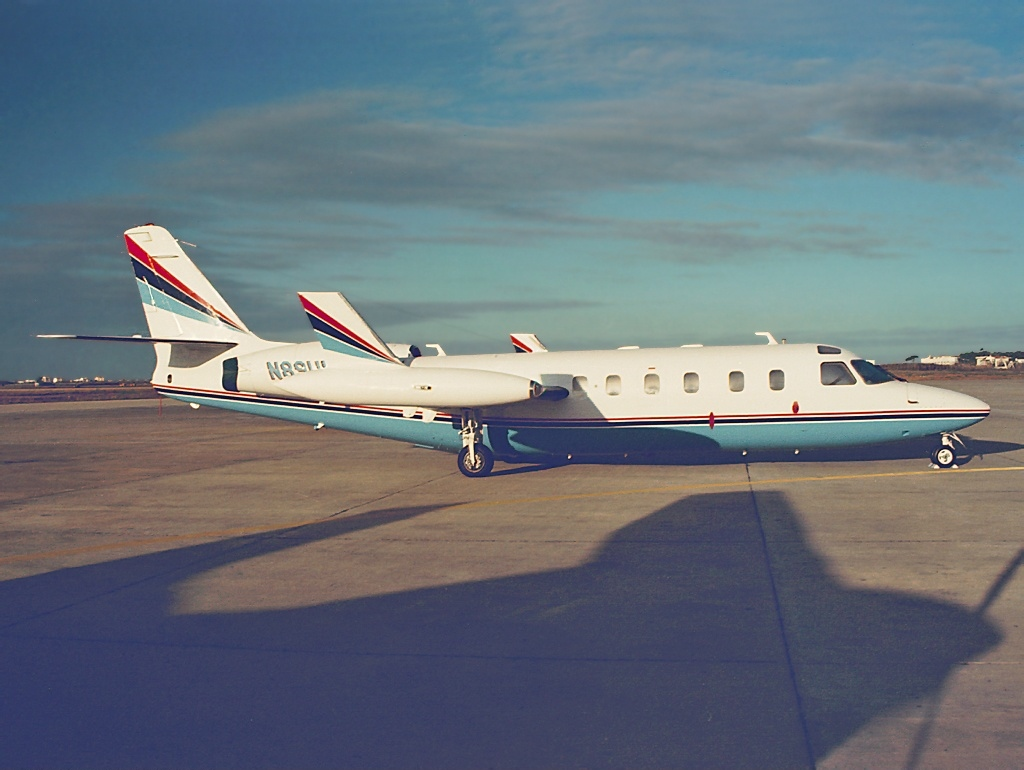
ウェストウィンド、1990年。
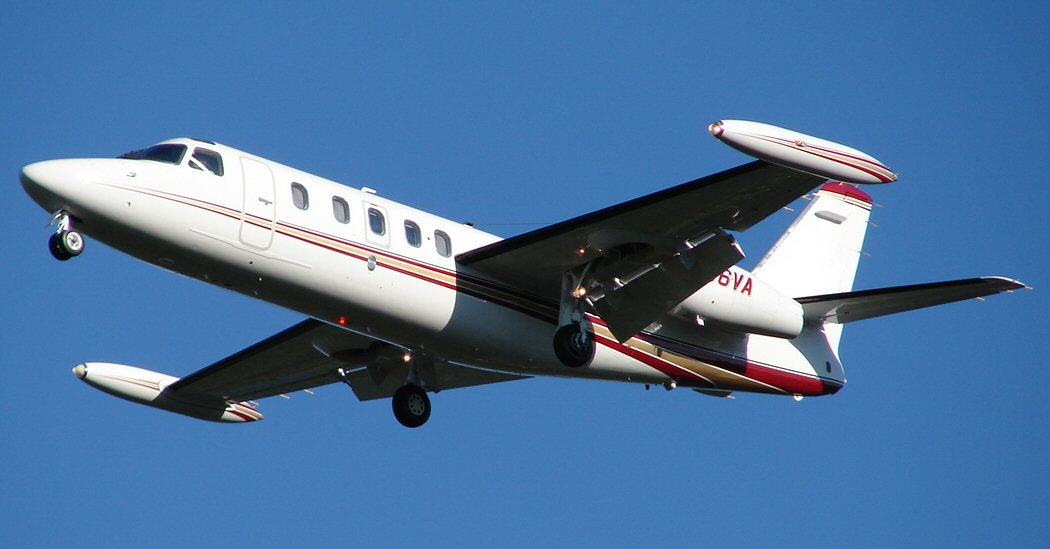
ウェストウィンド、2007年。
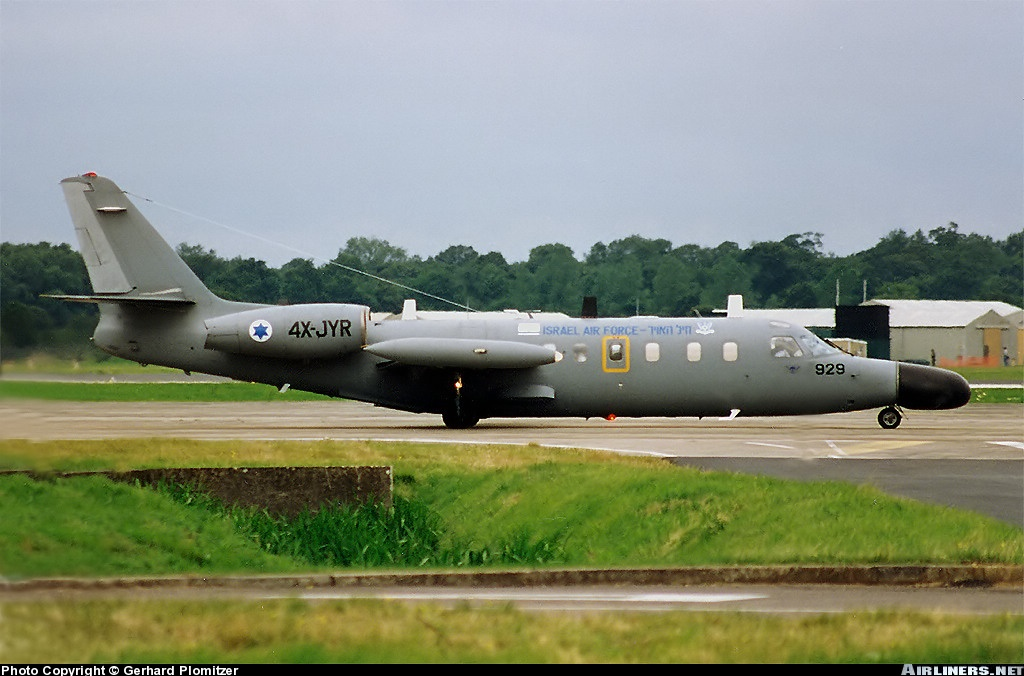
シースキャン、1993年。
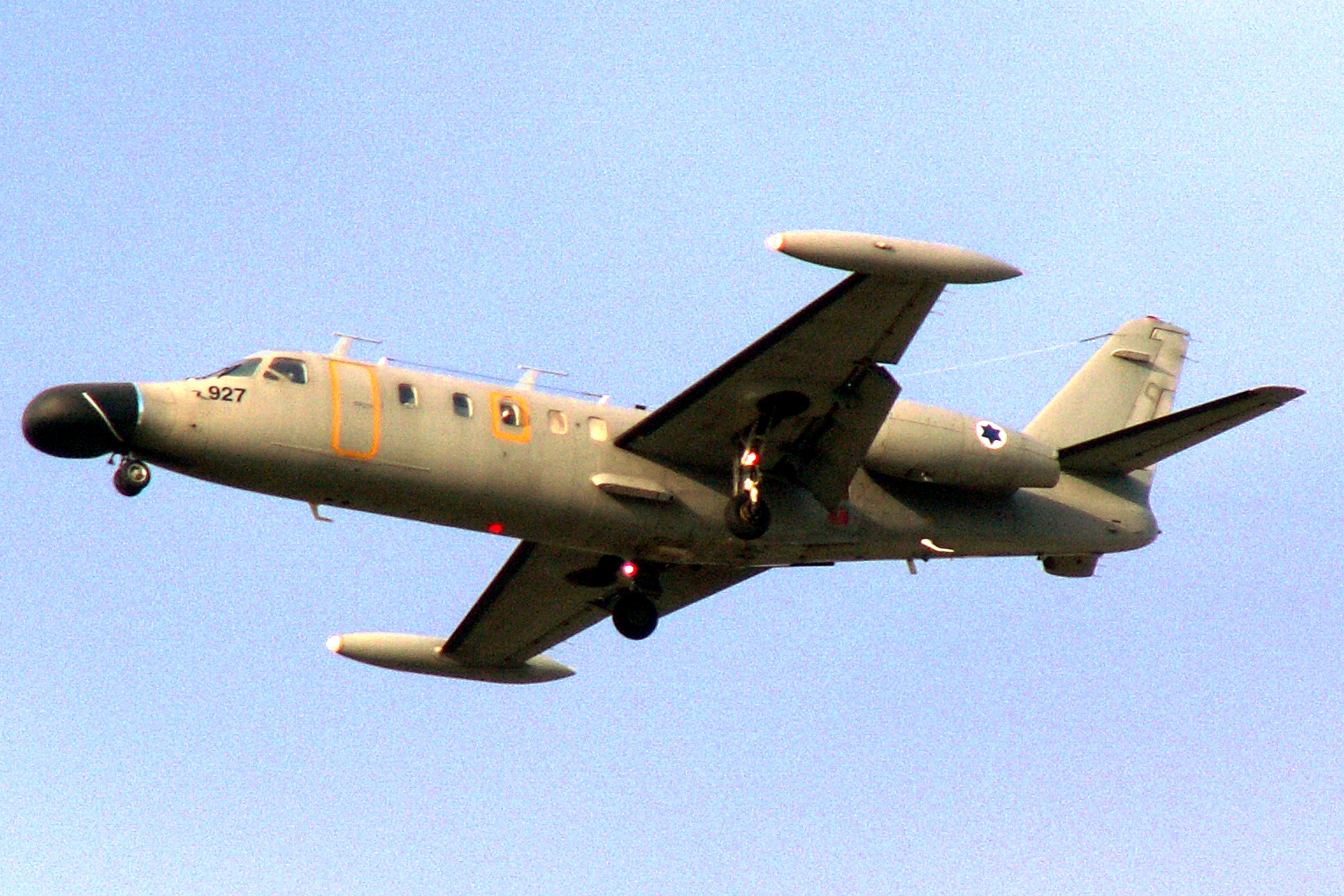
シースキャン、2006年。

## 要目 （Westwind II）

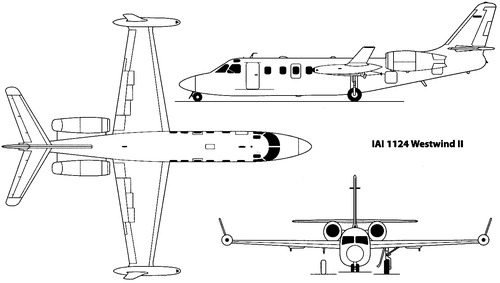
IAI Westwind 2

| IAI Westwind 2 |                                   |
| 項目           | データ                            |
| 全長           | 15.93 m                           |
| 全幅           | 13.65 m                           |
| 翼面積         | 28.60 m²                          |
| 全高           | 4.81 m                            |
| エンジン       | 2× Garett AiResearch TFE 731-3-IG |
| 最高速度       | 872 km/h                          |
| 航続距離       | 5,375 km                          |
| 巡航高度       | 12,500 m                          |
| 自重           | 5,819 kg                          |
| 全備重量       | 10,660 kg                         |